# 茅ヶ崎市立北陽中学校
茅ヶ崎市立北陽中学校（ちがさきしりつほくようちゅうがっこう）は、神奈川県茅ヶ崎市にあ公立中学校。

## 概要
茅ヶ崎市の北部に位置している。茅ヶ崎市の中学校の中で最も学区面積が広いため市内で唯一自転車通学が認められている。

## 沿革
（沿革節の主要な出典は公式サイト）

### 経緯
1955年（昭和30年）4月、小出村が茅ヶ崎市と藤沢市に分村合併した際、小出村立小・中学校の設置者を県内にも数少ない両市による組合立に変更した。茅ヶ崎市・藤沢市中学校組合立、後に教育組合立小出中学校と改称し教育組合議会及び独自の教育委員会を発足させた。その後、本校の属する学区である藤沢市西部の開発が行なわれ人口増等が生じたため、本校を両市に分離する事とし、1976年3月末をもって両市の設置による小出中学校を閉校し29年の歴史を閉じた。これにより従来の両市にまたがる小出学区のうち、藤沢市は遠藤地区を分離して藤沢市立秋葉台中学校を発足させた。
茅ヶ崎市は小出学区に属する堤・芹沢・下寺尾・行谷の従来の学区に加え、香川の北部を含めた新設の中学校を設立することになり、校地は小出小学校内にあった敷地を離れ下寺尾の丘陵に校舎を建設し、茅ヶ崎市立北陽中学校として開校した。

### 年表
- 1976年（昭和51年）
  - 4月1日 - 開校 。
  - 4月15日 - 開校式。この日を開校記念日とする。
  - 12月2日 - 校章を制定。
- 1977年
  - 1月31日 - 体育館が完成。
  - 2月14日 - 校歌を制定。
- 1986年3月17日 - 増築校舎が竣工。
- 2005年（平成17年）
  - 4月5日 - 茅ヶ崎市立中学校で2期制が実施された。
  - 9月1日 - 校舎の耐震工事が終了。

## 学校行事
（学校行事の主要な出典は公式サイト）
| - 4月 : 着任式・始業式・入学式・離任式・身体計測・筍掘り（1年） - 5月 : 宿泊研修（2年）・修学旅行（3年）・学校へ行こう週間・体育祭 - 6月 : 前期中間テスト・5校合同引き取り訓練・生徒総会・壮行会 - 7月 : 個別面談(1～3年)・全校集会 - 8月 : - 9月 : 全校集会・前期期末テスト | - 10月 : 生徒会立会演説会、選挙・前期終業式・後期始業式・個別面談(3年)・合唱祭・学校へ行こう週間 - 11月 : 3年後期中間テスト - 12月 : 1、2年後期中間テスト・個別面談(1～3年)・全校集会 - 1月 : 全校集会・3年学年末テスト・新入生保護者説明・新入生オリエンテーション・学年、学級懇談会 - 2月 : 1、2年学年末テスト - 3月 : 卒業証書授与式・修了式 |

## 部活動
（部活動の主要な出典は公式サイト）
| - 軟式野球 - サッカー - 男女陸上競技 - 男女卓球 - 男子ソフトテニス - 女子バスケットボール - 女子ソフトボール | - 吹奏楽 - 美術 - 生物科学 |

## その他
- クラスを示す組はA・B・C・Dなどの英語でクラス分けされる。
- この中学校は市内で唯一自転車通学が認められ学校より2.5km以上自宅が離れている生徒が認可される。また、自転車通学時には学校指定のヘルメットを被らなければならない。女子の場合は体育着を着用しなければならない。冬季の場合、2.0km以上からでも、自転車通学が許可される。道路交通法に違反した生徒は、許可を取り消され、今後許可されない。
- 香川地域の生徒には学区の隣にある茅ヶ崎市立鶴が台中学校のほうが圧倒的に近いが、学区の理由で倍の距離がある北陽中学校に通学する生徒もいる。なかには通学路で鶴が台中学校の生徒とすれ違う生徒もいる。
- 木曜日の昼には生徒会アワーが放送されていたが2008年度に発足した第34期生徒会では廃止になった。
- 3年次の修学旅行の行き先は広島県・京都府。
- 茅ヶ崎市で最も学区の広い中学校であり、北東は藤沢市境、北西は寒川町に隣接している。
- この中学校の施設は茅ヶ崎市の地区防災拠点に指定されている[5]。

## 通学区域
(通学区域の出典は茅ヶ崎市公式サイト)
| 町名   | 丁目                                   | 番地                                   |                       |
| ------ | -------------------------------------- | -------------------------------------- | --------------------- |
| 香川   | 二丁目                                 | 2番～18番・20番～31番                  | 2番～18番・20番～31番 |
| 香川   | 五丁目                                 | 全域                                   |                       |
| 香川   | 六丁目                                 | 全域                                   |                       |
| 香川   | 七丁目                                 | 全域                                   |                       |
| みずき | 一丁目                                 | 全域                                   |                       |
| みずき | 二丁目                                 | 全域                                   |                       |
| みずき | 三丁目                                 | 全域                                   |                       |
| みずき | 四丁目                                 | 全域                                   |                       |
| 堤     | 1番地から110番地は藤沢市へ教育事務委託 | 1番地から110番地は藤沢市へ教育事務委託 |                       |
| 下寺尾 | 全域                                   | 全域                                   |                       |
| 行谷   | 全域                                   | 全域                                   |                       |
| 芹沢   | 全域                                   | 全域                                   |                       |

### 進学前小学校
- 小出小学校
- 香川小学校の一部

## 学区内の主な施設
- 神奈川県立茅ヶ崎北陵高等学校
- 神奈川県茅ヶ崎市立鶴が台中学校
- 文教大学湘南キャンパス
- 浄見寺
- 香川駅
- スリーハンドレッドクラブ
- 茅ヶ崎新北陵病院
- 湘南さくら病院
- 香川グリーンゴルフ場
- 神奈川県立茅ケ崎里山公園

## 交通
- 東海道線茅ケ崎駅からバスで茅ヶ崎北陵病院下車、徒歩5分
- 相模線香川駅から徒歩15分
- 相模線香川駅からコミュニティバス(えぼし号)で5分(北陽中学校入口下車）

## 著名な卒業生
- 鈴木保奈美 - 女優、石橋貴明（とんねるず）の元妻
- 三科真澄 - 2004年アテネ五輪女子ソフトボール代表、2008年北京五輪女子ソフトボール代表
- 文田大介 - お笑い芸人、囲碁将棋のボケ・ネタ作り担当